# Equus francisci
Az Equus francisci az emlősök (Mammalia) osztályának a páratlanujjú patások (Perissodactyla) rendjébe, ezen belül a lófélék (Equidae) családjába tartozó kihalt faj.

## Tudnivalók
Az Equus francisci Észak-Amerika kihalt endemikus lova volt. E faj példányait Észak-Texastól Dél-Dakota déli részéig és a kanadai Alberta tartományig meg lehet találni.  A leletek arra utalnak, hogy ez a faj Észak-Amerikában evolúált.
Az Equus franciscit először 1915-ben írták le. Ugyan abban az évben, Troxell egy lábcsontot fedezett fel, melynek az Equus calobatus nevet adta. Az új fajt a texasi Rock Creek-hez tartozó Tule Formation lelőhelyen találta meg, az Irvingtonian rétegben. 1993-ban rájöttek, hogy valójában az E. calobatus az E. franciscivel azonos, így szinonimájává vált az utóbbinak. 1980-tól az Equus arrelanoit és az Equus quinnit már nem tekintették külön fajoknak, hanem az Equus tau szinonimájának, amelyet 1989-ben az E. francisci fajjal azonosították. Az Equus achatest Hay és Cook írt le 1930-ban, de 1995-ben már ezt is az E. francisci szinonimájának tekintették.

## Lásd még
- A lovak evolúciója